# SS Colne
Pour les articles homonymes, voir Colne.
Le SS Colne est un navire de fret construit pour la Goole Steam Shipping Company en 1903.

## Histoire
Il a été construit en 1903 par la Cylde Shipbuilding Company Port Glasgow comme l'un des trois navires qui comprenait le SS Nidd (en) et le SS Humber (en). Il a été lancé le 25 juillet 1903.
En 1905, il est devenu la propriété de Lancashire and Yorkshire Railway (en).
Il a coulé le 11 mars 1906, lorsque sa cargaison de charbon s'est déplacée au cours d'une tempête. Quinze chevaux parqués entre les ponts ont été noyés. Douze membres de l'équipage se sont noyés, et sept ont été sauvés par un canot de sauvetage par l'équipage du navire de pêche Ramsgate Uncle Dick.